# Pont George-Washington
Pour les articles homonymes, voir GWB.
Le pont George-Washington (en anglais George Washington Bridge ; couramment nommé GW Bridge, GWB , GW ou George) est un pont suspendu payant qui traverse l'Hudson, entre la ville de New York et celle de Fort Lee. Il relie le quartier de Washington Heights, dans le nord de l'arrondissement de Manhattan à la ville de Fort Lee, dans l'État du New Jersey. Le GW est considéré comme l'un des ponts les plus utilisés par les automobilistes au monde ; en 2013, plus de 100 millions de véhicules l'ont emprunté,, ce qui établit à environ 300 000 le nombre moyen de passages quotidiens. Le GW Bridge est en outre le quatrième plus grand pont suspendu des États-Unis. Il est géré par le Port Authority of New York and New Jersey.
Le pont George Washington est à deux niveaux : le plus élevé possède quatre voies de circulation à double sens, et le moins élevé trois voies de circulation à double sens, ce qui porte à quatorze le nombre de voies. Le pont possède en plus deux chemins de chaque côté, réservés aux piétons. La vitesse sur le pont est limitée à 45 mph, soit 70 km/h même si les conditions de circulation difficiles permettent rarement d'atteindre une telle vitesse. Le tarif de passage s'élève à 16 $ pour un automobiliste, mais peut être réduit aux heures de pointe où des frais moins élevés s'appliquent sous certaines conditions aux possesseurs du E-ZPass. Le péage n'a lieu que dans le sens New Jersey → New York.

## Histoire

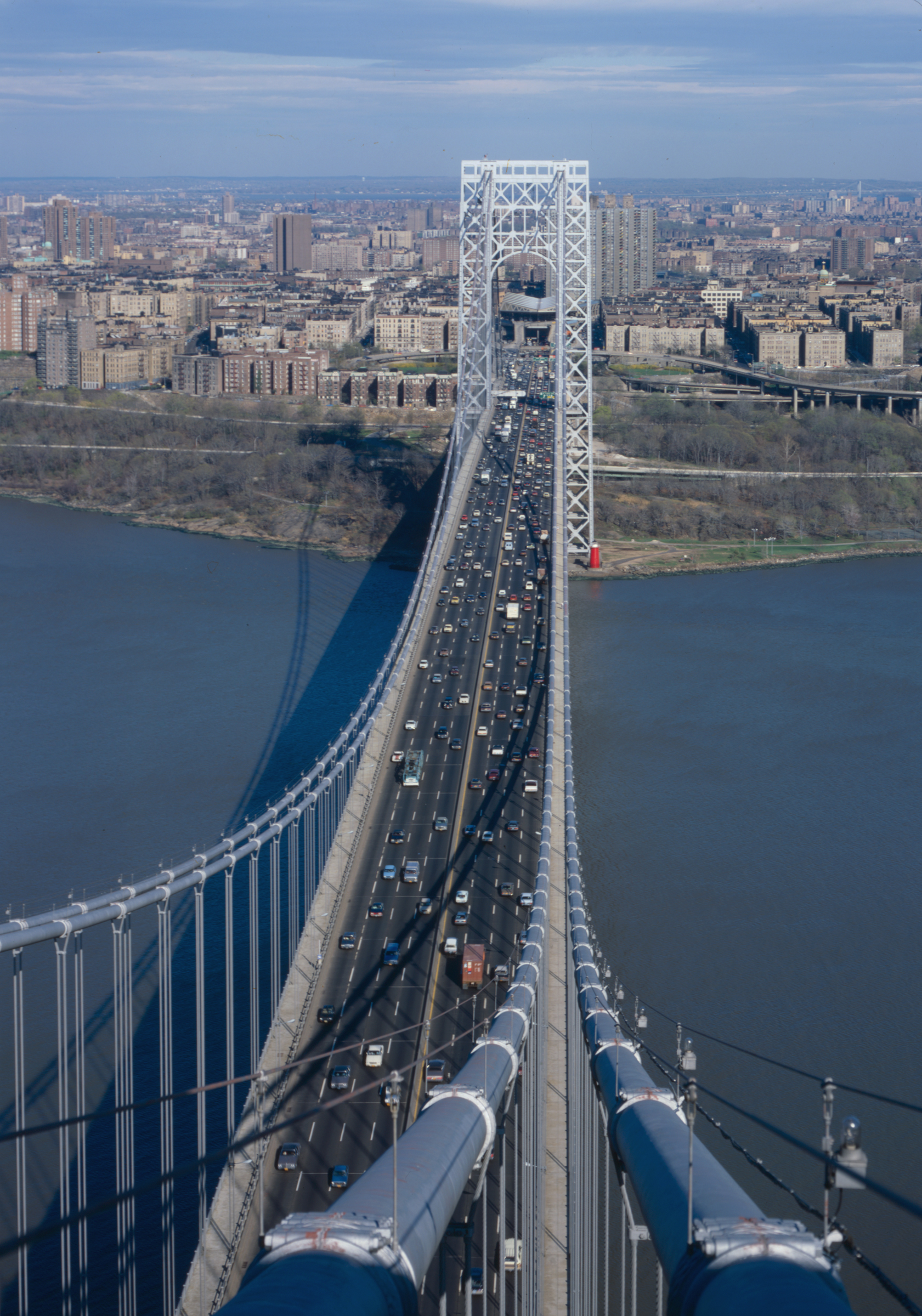
Vue de l'une des tours du pont George-Washington.

La construction du pont a débuté en 1927, à partir d'un projet de la Port of New York Authority. L'ingénieur Othmar Ammann en dirigea la construction. Le pont fut inauguré le 24 octobre 1931, et fut ouvert à la circulation le lendemain. Il s'appelait à l'origine “Hudson River Bridge”, avant d'être baptisé en l'honneur de George Washington, le premier président des États-Unis. Lors de son ouverture, le GW Bridge était le pont qui possédait la plus longue portée, d'une longueur de 1 067 mètres. Elle doublait alors le précédent record détenu par l'Ambassador Bridge et ses 564 mètres. Le record a depuis été plusieurs fois battu, et le pont George-Washington est actuellement le trente-deuxième plus long pont suspendu au monde en termes de portée.
À l'origine, le pont ne possédait que six voies de circulation, mais en 1946, deux voies furent ajoutées sur ce qui est aujourd'hui le niveau supérieur. Le 29 aout 1962, un deuxième niveau inférieur, qui figurait dans les plans originaux d'Othmar Ammann fut inauguré. La capacité du pont augmenta ainsi de 75 %, faisant du GW le seul pont au monde à posséder quatorze voies. À l'origine, les deux tours du pont devaient être encaissées avec du béton et du granite. Cependant, en raison des coûts élevés et de la Grande Dépression que traversait le pays, et des critiques positives envers le béton, le projet fut annulé. Les deux tours et leurs renforts en croix sont devenus l'une des caractéristiques du pont les plus connues.
Après les attentats du 11 septembre 2001, le gouvernement interdit de prendre des photos de l'édifice, de peur que les terroristes n'envisagent un attentat sur le pont.
En septembre 2013, le pont est au centre d'un scandale politique, le « Bridgegate » ou « Christiegate ». Le gouverneur du New Jersey, le républicain Chris Christie, est accusé d'avoir fait fermer entre le 9 et le 13 septembre des voies d'accès du pont pour provoquer d'importants embouteillages à Fort Lee pour punir le  maire démocrate de ce borough qui avait refusé de le soutenir dans sa campagne de réélection comme gouverneur. La fermeture des voies avait été ordonnée par David Wildstein, ami d'enfance de Christie qui l'avait nommé deux ans plus tôt au Port Authority of New York and New Jersey et sur demande de Bridget Anne Kelly, la chef de cabinet adjointe du gouverneur.

## Culture populaire
Le pont George-Washington est présent dans Metal Gear Solid 2: Sons of Liberty  au début quand Snake doit sauter du pont pour s'infiltrer dans un tanker.
Selon les textes, c'est sur ce pont que s'est produit la mort de Gwen Stacy dans le comics The Amazing Spiderman (#121, 1973), bien que le pont représenté ressemble au pont de Brooklyn.